# OGLE-2005-BLG-169Lb
OGLE-2005-BLG-169Lbはいて座の方向に約2700パーセクの距離にあるOGLE-2005-BLG-169Lの周囲を公転する太陽系外惑星である。Optical Gravitational Lensing Experimentにより、重力マイクロレンズ法で発見された。主星は0.49太陽質量程度と推定され、惑星は13地球質量程度と見られている。この大きさと温度の推定値は天王星に近い。この惑星は天王星のような凍った木星型惑星か、凍った岩石質の表面を持つ「裸のスーパーアース」であると考えられている。また、2009年時点で2つだけ見つかっている太陽系外のコールド・ネプチューンの1つである。